# Oakhanger (Hampshire)
Oakhanger – wieś w Anglii, w hrabstwie Hampshire, w dystrykcie East Hampshire. Leży 34 km na wschód od miasta Winchester i 70 km na południowy zachód od Londynu.